# Заборье (Могилёвский район)
Заборье (бел. Забор'е) — деревня в составе Княжицкого сельсовета Могилёвского района Могилёвской области Республики Беларусь.

## История
В 1646 году упоминается как деревня в составе Княжицкой волости Оршанском повете ВКЛ.

## Географическое положение
Ближайшие населённые пункты: Щеглица.

## Население
- 1999 год — 25 человек
- 2010 год — 13 человек